# تارنوو (نبراسکا)
تارنوو(به انگلیسی: Tarnov) شهری در ایالت نبراسکا کشور ایالات متحده آمریکا است که جمعیت آن در سرشماری سال ۲۰۱۰ میلادی، ۴۶ نفر بوده‌است.